# 兰州兵变
兰州兵变，是在1912年6月4日深夜，甘肃兰州驻军因军饷问题而爆发的一场兵变。

## 兵变经过
1912年春，北洋政府陆军部曾许诺甘肃方面拨下军费100万元。 但5月间，唐绍仪内阁因向比利时银行借款而导致了其他列强银行团的反对，在列强的压力下，唐绍仪内阁无法借款。许诺甘肃之100万军费无法落实。消息传到兰州，导致兰州驻军军心浮动。兰州都督赵惟熙风闻之后，暗中加强了防范。
6月4日深夜，兰州驻军城外的炮队一营士兵发动兵变，四处鸣枪并密谋与城内变兵联合，洗劫兰州。由于赵惟熙事先有所布置，立即出动了振武军拦截，城内变兵也被迅速镇压，仅焚烧两处房屋。
天亮后，城外变兵的组织者和骨干分子被迫逃离，变兵被缴械。随后，炮队变兵全部遣散，另行招募，兵变平息。